# Emil Buszurmankulov
Emil Buszurmankulov (kirgizül: Эмил Бусурманкулов, a nemzetközi sajtóban Emil Busurmankulov; 1969. április 1. –) kirgiz nemzetközi labdarúgó-játékvezető.

## Pályafutása
A Kirgiz labdarúgó-szövetség Játékvezető Bizottsága (JB) 2002-ben terjesztette fel nemzetközi játékvezetőnek, a Nemzetközi Labdarúgó-szövetség (FIFA) bíróinak keretébe. Több válogatott és nemzetközi klubmérkőzést vezetett.
A világbajnoki döntőhöz vezető úton Németországba a XVIII., a 2006-os labdarúgó-világbajnokságra a FIFA JB bíróként alkalmazta.
| Időpont             | Helyszín                         | Mérkőzés típusa  | Mérkőzés                  | Eredmény | Nézők száma |
| ------------------- | -------------------------------- | ---------------- | ------------------------- | -------- | ----------- |
| 2003. november 19.  | Olimpiai Stadion, Venue Ashgabat | Ázsia (AFC) zóna | Türkmenisztán–Afganisztán | 11 : 0   | 12 000      |
| 2004. szeptember 8. | Siu Sai Wan Stadion, Hongkong    | Ázsia (AFC) zóna | Hongkong–Kuvait           | 0 : 2    | 1 500       |